# روبرت إتش دونلاب
روبرت إتش دونلاب (بالإنجليزية: Robert H. Dunlap)‏ هو ضابط أمريكي، ولد في 22 ديسمبر 1879 في واشنطن العاصمة في الولايات المتحدة، وتوفي في 19 مايو 1931 في Cinq-Mars-la-Pile ‏ في فرنسا.